# Dreckige Bastarde
Dreckige Bastarde ist ein französisches Kurzfilmdrama von Delphine Gleize aus dem Jahr 1998.

## Handlung
Sardines große Schwester wird in Kürze heiraten. Onkel, Tante und auch Sardines adoptierter Cousin Jérémy erscheinen zur Feier, an der ansonsten nur Sardines Mutter, Großmutter und ihr 25-jähriger Bruder Ben-Hur teilnehmen werden. Sardines Vater ist verstorben, sodass Sardine durchzusetzen versucht, dass Ben-Hur als Stellvertreter die Schwester zum Altar führt. Ben-Hur ist jedoch schwerbehindert, sitzt im Rollstuhl und verbringt weite Teile des Tages im Bett, wo er Windeln tragen muss. Den Großteil der Pflege übernehmen Sardine und die Großmutter, während Sardines große Schwester ihren Bruder ablehnt und auch die Mutter eher liebevoll-reserviert ist. Als Sardine beim Essen vor der Hochzeit anspricht, dass Ben-Hur die Aufgabe des Vaters übernehmen sollte, wie es das Gesetz auch vorsieht, schlägt ihr Ablehnung entgegen. Sie verlässt die Tafel und schreibt auf das Tischtuch „sale battars“.
Mit Jérémy und Ben-Hur im Rollstuhl begibt sie sich vorzeitig zur Kirche. Beide Kinder üben mit Ben-Hur das Gehen und entwickeln ein System, mit dem Ben-Hur anhand von Schnüren geleitet werden kann. In der Kirche hängen die Kinder Schnüre auf und verstecken die Eheringe in Ben-Hurs Gesäßtaschen, sodass die aufgebrachte Familie nicht an sie herankommt, ohne sich näher mit Ben-Hur zu befassen. Der steht schließlich auf und beginnt mit seiner großen Schwester in die Kirche zu gehen. Nach wenigen Schritten fällt er jedoch zu Boden. Die Trauung beginnt wenig später und Sardine wirft vor der Kirche wütend aufgestellte Sektflaschen an die Kirchenwand. Wenig später begibt sie sich mit Jérémy und Ben-Hur zum Meer, da ihre Großmutter immer gesagt hat, dass Austernschalen gegen schwache Knochen helfen.

## Produktion

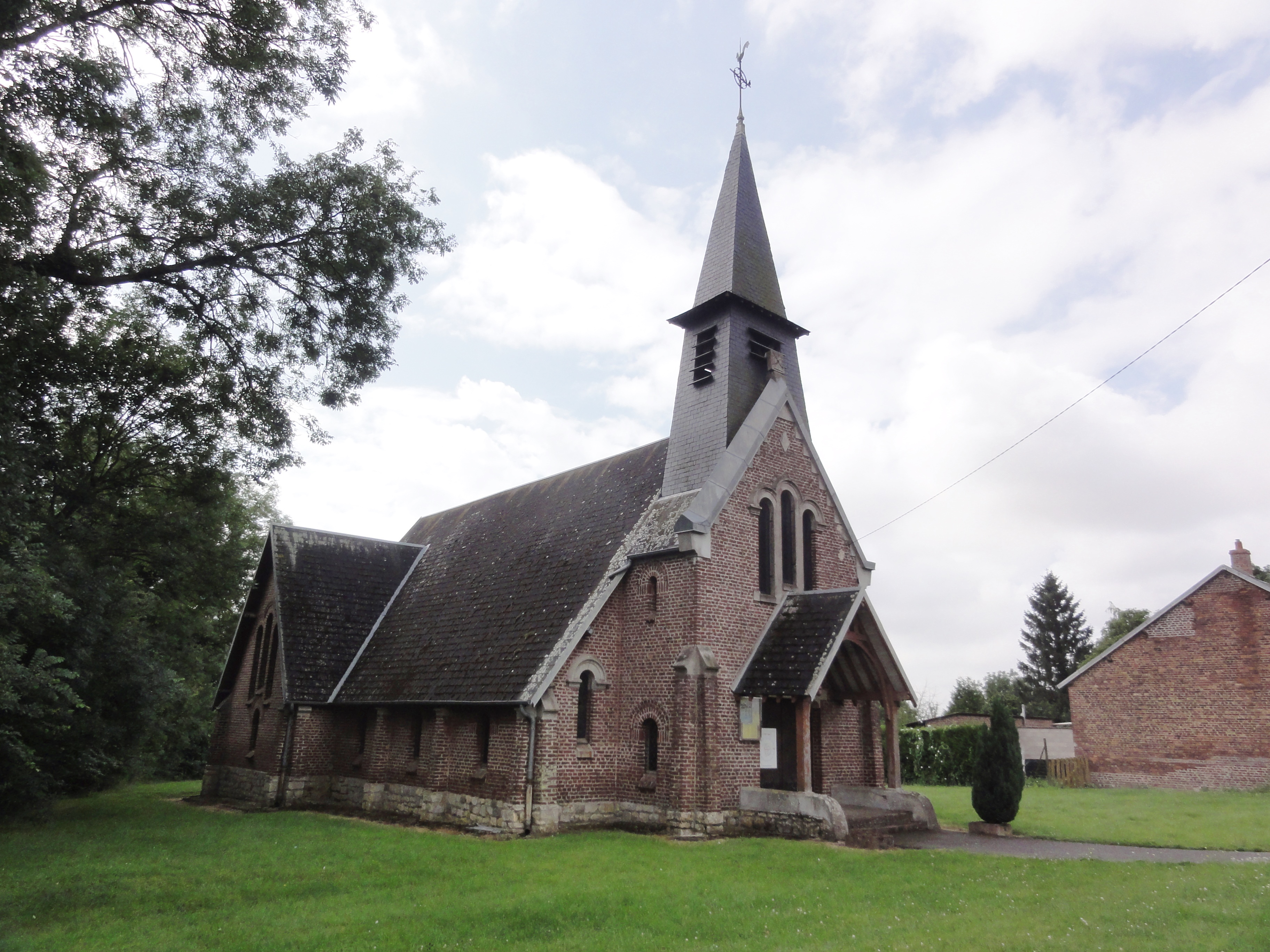
Die Kirche Saint Martin in Germaine, ein Drehort des Films

Dreckige Bastarde war der Abschlussfilm Delphine Gleizes an der La fémis. Der Film entstand 1998; gedreht wurde zwei Wochen lang von Ende September bis Anfang Oktober in Saint-Quentin, Attilly, Germaine (Kirchenszenen), Croix-Fonsomme und Vaux-en-Vermandois. Die Kostüme schuf Elodie Gaulard. Gleize besetzte im Film ausschließlich Laiendarsteller; Anaïs Gastout, die die zehnjährige Sardine spielte, lebte zu der Zeit in Gleizes Nachbarschaft.
Dreckige Bastarde lief unter anderem im November 1998 auf dem Festival européen du film court de Brest. In Deutschland war der Film 1999 im Rahmen der Europäischen Kurzfilmbiennale in Ludwigsburg zu sehen.

## Auszeichnungen
Auf dem Festival européen du film court de Brest gewann Dreckige Bastarde 1998 den Prix Beaumarchais. Der Film wurde 1999 auf dem Festival du Court-Métrage de Clermont-Ferrand mit einer Besonderen Erwähnung der Jugendjury ausgezeichnet und gewann den Prix Canal+. Auf dem Festival Premiers Plans d’Angers gewann Dreckige Bastarde 1999 den Europäischen Jurypreis und den Zuschauerpreis. Dreckige Bastarde gewann 2000 den César in der Kategorie Bester Kurzfilm.